# Sorin Trofin
Sorin Trofin est un footballeur roumain né le 31 janvier 1976 à Bălan.

## Carrière
- 1996-97 : Petrolul Moinești  Roumanie
- 1997-98 : Petrolul Moinești  Roumanie
- 1997-98 : FCM Bacau  Roumanie
- 1998-99 : FCM Bacau  Roumanie
- 1999-00 : FCM Bacau  Roumanie
- 2000-01 : FCM Bacau  Roumanie
- 2001-02 : FCM Bacau  Roumanie
- 2002-03 : Farul Constanta  Roumanie
- 2003-04 : FCM Bacau  Roumanie
- 2004-05 : FCM Bacau  Roumanie
- 2005-06 : FCM Bacau  Roumanie
- 2006-07 : FCM Bacau  Roumanie
- 2007-08 : Dacia Mioveni  Roumanie